# Andrena olivacea
Andrena olivacea är en biart som beskrevs av Henry Lorenz Viereck 1916. Andrena olivacea ingår i släktet sandbin, och familjen grävbin. Inga underarter finns listade i Catalogue of Life.